# Steffen W. Frølund
Steffen W. Frølund (født 15. juli 1984) er en dansk marketingchef og politiker. Han har siden 2022 været folketingsmedlem for Liberal Alliance, valgt i Nordsjællands Storkreds. 

## Baggrund
Frølund blev kandidat fra Copenhagen Business School i Management of Innovation & Business Development (MIB) i 2011. Han er gift, har to børn og bor i Trørød. Han har haft forskellige stillinger i private virksomheder. I 2020 blev han marketingchef (CMO) i appvirksomheden Green Mobility.

## Politisk karriere
Ved folketingsvalget 2022 blev Frølund valgt ind i Folketinget på Liberal Alliances enlige mandat i  Nordsjællands Storkreds. Han fik 2.120 personlige stemmer. Ved folketingsgruppens konstituering efter valget blev han skatteordfører samt klima- og forsyningsordfører.